# 간동면
간동면(看東面)은 대한민국 강원특별자치도 화천군의 면이다. 면적은 2016년 기준으로 128.2 km2이다.

## 연혁
- 1914년 4월 1일 : 간척면(간척리·구만리·도송리·오음리·유촌리)과 원동면(동촌리·태산리·방천리)을 합쳐 간동면(看東面)이 되었다.[2] (8리)
- 1941년 : 화천댐이 건설되면서 면사무소를 구만리에서 유촌리로 옮기고, 화천호 북쪽의 동촌리와 태산리를 화천면으로 이관하였다. (6리)
- 1954년 : 용호리가 유촌리에서 분리되었다. (7리)

## 행정 구역
| 법정리 | 한자명 | 행정리                    | 비고            |
| ------ | ------ | ------------------------- | --------------- |
| 간척리 | 看尺里 | 간척1리, 간척2리, 간척3리 |                 |
| 구만리 | 九萬里 | 구만리                    |                 |
| 도송리 | 都宋里 | 도송리                    |                 |
| 방천리 | 芳川里 | 방천1리, 방천2리          |                 |
| 오음리 | 梧陰里 | 오음1리, 오음2리          |                 |
| 용호리 | 龍湖里 | 용호리                    |                 |
| 유촌리 | 楡村里 | 유촌1리, 유촌2리          | 면사무소 소재지 |

## 교육
- 유촌초등학교 (유촌리)
  - 오음분교 (폐교) - 간동면 동림길 47 (오음리)
- 간척초등학교 (폐교) - 간동면 간척리길 84 (간척리)
- 간동중학교 (유촌리)